# زیلوت‌ها
زیلوت‌ها (انگلیسی: Zealots) یا افراطیون،  فرقه چهارم یا فلسفه چهارم یهودی یک جنبش سیاسی-دینی بود که در قرن یکم میلادی، یهودیان استان یهودیه علیه امپراتوری روم به پا کردند. هدف یهودیان از این حرکت اخراج رومیان از مناطق یهودی بود. زیلوت‌ها فرقه چهارم یهودیت را به وجود آوردند سه فرقه قبلی صدوقیان، فریسیان و اسنی‌ها بودند. 